# 神崎まき
神崎 まき（かんざき まき、1967年5月28日 - ）は、日本のシンガーソングライター。東京都世田谷区出身。現在「mickey-T」名義で活動。身長159cm。

## 略歴
17歳の時バンドを組み、六本木のクラブなどを中心に幅広く活動。
22歳で渡米し、ジャネット・ジャクソンの「Rhythm Nation」のミュージック・ビデオに出演。
帰国後の1992年にシングル「アルバイト・デイズ」でSony Recordsからメジャー・デビュー。シングル6枚、アルバム5枚（ベストアルバム1枚含む）をリリース。
1996年にはMicky名義でスーパー戦隊シリーズ『激走戦隊カーレンジャー』の英語版主題歌を担当。『ビーストウォーズ 超生命体トランスフォーマー』EDテーマ、『電磁戦隊メガレンジャー』『救急戦隊ゴーゴーファイブ』、『仮面ライダークウガ』、『ハートキャッチプリキュア!』を担当。
また1999年には、神崎まき名義でOVA『ポケットモンスター ピカチュウのふゆやすみ2000』の主題歌も担当した。
宇多田ヒカルや平井堅、TRF（シングル「Frame」）の作品にコーラスとして参加もしている。
2011年には東日本大震災後は、被災地支援チャリティーである「Song for Hope ─希望のうた─」に、震災直後に行ったチャリティライブの音源から楽曲「夜明け」を提供し、「歌は祈り」と言う信念と共に被災地と被災者の回復を願うコメントを出した。

同年6月24日、株式会社リットーミュージックから教則本「ボーカリストのためのボディメイクエクササイズ」を出版した。
その他の活動としては、NHK『みんなのうた』、母娘で共同作詞した『CRYSTAL CHILDREN』をクリスタルズに楽曲提供。NHK『みんなのうた』、『セルの恋』を中川晃教に楽曲提供。
現在はめけて名義で舞台にも出演している。

## 主な出演

### ラジオ
- マリブ・アーバン・ジャム・ステーション（コーナーDJとして）

### インターネット配信
- さっちゃんのMusic for Peace（2017年4月16日）
- mickey-T（神崎まき）ひとりLIVE&Talk（2020年4月25日）

### CM
- チョーヤ梅酒「一緒にいたい!」本人出演

## ディスコグラフィ

### シングル
|     | 発売日         | タイトル           | 収録曲 | 備考 |
| --- | -------------- | ------------------ | --- | --- |
| 1st | 1992年3月11日  | アルバイト・デイズ | 1. アルバイト・デイズ 作詞:影森潤 作曲・編曲：小森田実 2. おたんじょうび おめでとう 作詞：山田ひろし 作曲・編曲：小森田実 | アルバイト・デイズ - ソニーCD ウォークマン CMソング |
| 2nd | 1993年6月2日   | GOOD DAY I・N・G   | 1. GOOD DAY I・N・G 作詞：小林和子 作曲・編曲：小森田実 2. 雨のち、また晴れ 作詞：影森潤 作曲：横山剣 編曲：梁邦彦 コーラスアレンジ：神崎まき 3. GOOD DAY I・N・G（カラオケ） | GOOD DAY I・N・G - YMCA予備校 CMソング - トンボ学生服 CMソング - フジテレビ系アニメ『ツヨシしっかりしなさい』第3期エンディングテーマ - 小森田実がアルバム『Ivy's』にてセルフカバー。歌詞は全く異なる。 雨のち、また晴れ - UNIMAT CMソング - NTV系朝の連続ドラマ『はるかの夢宣言』主題歌 |
| 3rd | 1994年5月11日  | その気にさせないで | 1. その気にさせないで 作詞：工藤哲雄 作曲・編曲：小森田実 コーラスアレンジ：神崎まき ゴスペルアレンジ：森崎ベラ 2. 二人なら…きっと 作詞：工藤哲雄 作曲：都志見隆 編曲：中村哲 コーラスアレンジ：神崎まき 3. その気にさせないで（カラオケ）                                                    | その気にさせないで - フジテレビ系アニメ『ツヨシしっかりしなさい』第4期エンディングテーマ 二人なら…きっと - アルバム未収録曲 |
| 4th | 1994年12月12日 | B with U!          | 1. B with U! 作詞：MICKEY 作曲・編曲：小森田実 コーラスアレンジ：MICKEY 2. さよならMY LOVE 作詞：MICKEY 作曲：坂本洋 編曲：中村哲 コーラスアレンジ：MICKEY 3. B with U!（カラオケ） | B with U! - MBS・TBS系『ダウトをさがせ II』エンディングテーマ |
| 5th | 1995年3月18日  | わたしがイチバン!! | 1. わたしがイチバン!! 作詞・作曲：広瀬香美 編曲：小森田実 コーラスアレンジ：神崎まき 2. わたしがイチバン!!(Happy,Lucky,Mickey Version) 作詞・作曲：広瀬香美 編曲：小森田実 3. SEPTEMBER 作詞：神崎まき 作曲：横山剣 編曲：梁邦彦 コーラスアレンジ：神崎まき 4. わたしがイチバン!!（カラオケ） | わたしがイチバン!! - TBS系ドラマ『日曜劇場・カミさんの悪口2』主題歌 - 当初はアルバム「一緒にいたい!」収録曲の「地震・カミナリ・火事・わたし」を、同ドラマタイアップ使用に伴いシングルカットして2月に発売予定だった。 しかし、第2話放送後の1995年1月17日に阪神・淡路大震災が発生。「地震」「カミナリ」「火事」と災害を連想させる語句をタイトルや歌詞に使用している当曲の使用は難しくなった。そこで急遽、 1. 歌詞中に含まれる該当語句を別の語句に置き換え 2. 該当語句を含むコーラスを削除（イントロ・間奏にあった） 3. 該当語句をタイトルから削除、残る"わたし"を使った「わたしがイチバン！！」に改題 などの変更が行われた。この影響でシングルCDの発売も予定より約1ヶ月遅れ、ドラマが終盤に差し掛かった3月18日となった。オリコン最高49位。 - オリジナルバージョンはアルバム未収録 SEPTEMBER - 作曲の横山率いるクレイジーケンバンドが歌詞を新たに書き換え「せぷてんばぁ」としてカヴァーしている。 |
| 6th | 1995年6月21日  | ドライヴに行こう   | 1. ドライヴに行こう 作詞：MICKEY・T.CRANE 作曲・編曲：小森田実 コーラスアレンジ：MICKEY 2. もう一度抱きしめて 作詞：MICKEY 作曲：横山剣 編曲：中村哲 コーラスアレンジ：MICKEY 3. ドライヴに行こう（カラオケ）                                                                                 | ドライヴに行こう - MBS・TBS系『ダウトをさがせR』エンディングテーマ |

### アルバム
| 1st            | 1992年5月21日  | 虹のふもとへ                           |  | 1. バスが来る 作詞：山田ひろし 作曲：横山剣 編曲：井上徳雄 2. とうとう東京 作詞：影森潤 作曲・編曲：小森田実 3. アルバイト・デイズ 作詞：影森潤 作曲・編曲：小森田実 4. なんでかな? 作詞：山田ひろし 作曲：横山剣 編曲：梁邦彦 5. Precious Moment 作詞：影森潤 作曲：横山剣 編曲：梁邦彦 6. サヨナラだね〜Going Home 作詞：影森潤 作曲：Kenny G 編曲：梁邦彦 7. Sweet Panic 作詞：Elli 作曲：近藤洋史 編曲：梁邦彦 8. もう平気 作詞：山田ひろし 作曲：横山剣 編曲：梁邦彦 9. おたんじょうび おめでとう 作詞：山田ひろし 作曲・編曲：小森田実 10. 虹のふもとへ 作詞：山田ひろし 作曲：横山剣 編曲：井上徳雄 |
| 2nd            | 1993年6月21日  | joy                                    |  | 1. Wash and Refresh 作詞：佐藤ありす 作曲：松尾清憲 編曲：梁邦彦 コーラスアレンジ：神崎まき 2. GOOD DAY I・N・G 作詞：小林和子 作曲・編曲：小森田実 3. Tears in the light 作詞：山田ひろし 作曲：長谷川大 編曲：中村哲 コーラスアレンジ：神崎まき 4. 雨のち、また晴れ 作詞：影森潤 作曲：横山剣 編曲：梁邦彦 コーラスアレンジ：神崎まき 5. 曖昧BOYに恋してた 作詞：小林和子 作曲・編曲：小森田実 6. さよなら、Congratulations! 作詞：小林和子 作曲：筒美京平 編曲：梁邦彦 コーラスアレンジ：神崎まき 7. ON THE PLANET 作詞：神崎まき 作曲：古内東子 編曲：中村哲 コーラスアレンジ：神崎まき 8. SUNSHINE 作詞：神崎まき 作曲：横山剣 編曲：Hermit Crab コーラスアレンジ：神崎まき 9. 月光夜想曲 作詞：神崎まき 作曲：筒美京平 編曲：梁邦彦 コーラスアレンジ：神崎まき 10. JOY 作詞：山田ひろし 作曲・編曲：小森田実 |
| 3rd            | 1994年6月22日  | 一緒にいたい!                          |  | 1. あなたが金メダル 作詞：神崎まき 作曲・編曲：西脇辰弥 コーラスアレンジ：神崎まき 2. 素直がいつもたりなくて 作詞：工藤哲雄 作曲：都志見隆 編曲：西脇辰弥 コーラスアレンジ：神崎まき よみうりテレビ・日本テレビ系『即席!明るい改造計画』エンディングテーマ 3. その気にさせないで 作詞：工藤哲雄 作曲・編曲：小森田実 コーラスアレンジ：神崎まき ゴスペルアレンジ：森崎ベラ 4. 香港的士〜Hong Kong Taxi〜 作詞：山田ひろし 作曲：横山剣 編曲：西脇辰弥 コーラスアレンジ：神崎まき 5. PUMPS A GO! GO! 作詞：山田ひろし 作曲：筒美京平 編曲：西脇辰弥 コーラスアレンジ：神崎まき 6. ALL I WANT IS YOU 作詞：神崎まき 作曲：筒美京平 編曲：西脇辰弥 コーラスアレンジ：神崎まき 7. 一緒にいたい 作詞：工藤哲雄 作曲：都志見隆 編曲：西脇辰弥 コーラスアレンジ：神崎まき 8. SEPTEMBER 作詞：神崎まき 作曲：横山剣 編曲：梁邦彦 コーラスアレンジ：神崎まき 9. 地震・カミナリ・火事・わたし 作詞・作曲：広瀬香美 編曲：小森田実 コーラスアレンジ：神崎まき 10. MY LONELY HOLY NIGHT 作詞・作曲・編曲：神崎まき                                                                                                   |
| 4th            | 1995年7月21日  | Sweet Vibration                        |  | 1. BIG WAVE 作詞：沢ちひろ 作曲：久保田利伸 編曲：柿崎洋一郎 コーラスアレンジ：MICKEY 2. B with U!（L.A. HOLIDAY EDIT） 作詞：MICKEY 作曲・編曲：小森田実 コーラスアレンジ：MICKEY 3. ふり向けば、あなた… 作詞：MICKEY 作曲：横山剣 編曲：T.D.C コーラスアレンジ：MICKEY 4. I'M YOURS TONITE 作詞：MICKEY 作曲・編曲：小森田実 コーラスアレンジ：MICKEY 5. わたしがイチバン!!（Happy,Lucky,Mickey Version） 作詞・作曲：広瀬香美 編曲：小森田実 コーラスアレンジ：MICKEY 6. PILLOW TALK I 作詞・作曲・編曲：MICKEY 7. もう一度抱きしめて 作詞：MICKEY 作曲：横山剣 編曲：中村哲 コーラスアレンジ：MICKEY 8. SWEET VIBRATION 作詞：MICKEY・T.CRANE 作曲：横山剣 編曲：T.D.C コーラスアレンジ：MICKEY 9. ドライブに行こう 作詞：MICKEY・T.CRANE 作曲・編曲：小森田実 コーラスアレンジ：MICKEY 『ダウトをさがせ II』エンディングテーマ 10. いつまでもあると思うな愛とやすらぎ 作詞：MICKEY 作曲・編曲：小森田実 コーラスアレンジ：MICKEY 11. 歌にのせて 作詞：MICKEY 作曲：小森田実 編曲：梁邦彦 コーラスアレンジ：MICKEY 12. 二人のHISTORY 作詞：MICKEY 作曲：Bro.KORN 編曲：Bro.SHELL・Bro.KORN・Bro.KEN2 |
| BEST           | 1996年4月1日   | SEE YOU AGAIN/THE BEST OF MAKI KANZAKI |  | 1. GOOD DAY I・N・G 2. アルバイト・デイズ 3. 素直がいつもたりなくて 4. B with U! 5. ALL I WANT IS YOU 6. もう平気 7. その気にさせないで 8. 曖昧BOYに恋してた 9. 振り向けば、あなた… 10. 雨のち、また晴れ 11. さよならMY LOVE 12. わたしがイチバン!!（Happy,Lucky,Mickey Version） 13. 二人のHISTORY 14. SEE YOU AGAIN - 作詞・作曲・編曲：神崎まき |
| mickey-T名義   |                |                                        |  | |
| ミニ・アルバム | 2012年10月24日 | あなたへ                               |  | 1. 夜明け 2. コバンザメ 3. あなたへ 4. GO GO MINNORITY 5. 恋しくて |

### オムニバス
BEAT EXPRESS SINGLE! SINGLE! SINGLE!（1992年9月01日）
- アルバイト・デイズ

「ツヨシしっかりしなさい」オリジナル・サウンドトラック（1994年7月21日）
- GOOD DAY I・N・G

避暑地のラヴ・ストーリー（1994年6月01日）
- JOY

トレンディー・ドラマ・TVテーマ・ヒット・ソングス（1994年9月21日）
- その気にさせないで

ビーチ・サイドのラヴ・ストーリー（1995年6月21日）
- B with U!
- GOOD DAY I･N･G
- その気にさせないで

TVテーマ・CMヒット・ソングス（1995年10月01日）
- わたしがイチバン!!

ピカチュウのふゆやすみ サウンドトラック（2000年12月22日）
- アソビズム宣言
- クリスマスイブ

### 書籍
- ボーカリストのためのボディメイクエクササイズ（2011年6月24日-リットーミュージック）

## コーラス参加
- 近藤真彦
  - ミッドナイト・シャッフル（1996年2月21日）
- 平井堅
  - Stay With Me（1996年11月1日）
  - 悲しいのは君だけじゃない（1996年12月1日）
  - ステージ（1996年12月1日）
  - ゆびきり（1996年12月1日）
- TRF
  - Unite! The Night!（1998年2月18日）
  - Frame（1998年3月25日）
- 希砂未竜
  - The Galactic Warriors Gingaman（1998年） ※GINGA MICKEY名義
  - Naked Mind（1998年） ※GINGA MICKEY名義
- 田中昌之
  - THE MASKED RIDER KUUGA!～仮面ライダークウガ! 英語ヴァージョン～（2000年） ※MICKEY-T名義
- 橋本仁
  - Into the blue sky 〜青空になる 英語ヴァージョン〜（2000年） ※MICKEY-T名義
- BoA
  - 心の手紙（2004年1月15日） ※MICKEY-T名義

他多数